# Зелёная Грива (Вологодская область)
Зелёная Гри́ва — деревня в Никольском районе Вологодской области.
Входит в состав Вахневского сельского поселения, с точки зрения административно-территориального деления — центр Лобовского сельсовета.
Расстояние до районного центра Никольска по автодороге — 65 км, до центра муниципального образования Вахнево по прямой — 22 км. Ближайшие населённые пункты — Пантелеево, Колесов Лог, Малиновка.
По переписи 2002 года население — 25 человек (13 мужчин, 12 женщин). Всё население — русские.